# Pseudozarba aethiops
Pseudozarba aethiops is een vlinder van de familie van de uilen (Noctuidae). De wetenschappelijke naam van deze soort is voor het eerst voorgesteld als Tarache aethiops door William Lucas Distant in een publicatie uit 1898.

## Verspreidingsgebied
De soort komt voor in het Afrotropisch gebied waaronder Gambia, Niger, Soedan, Ethiopië, Nigeria, Congo-Kinshasa, Kenia, Tanzania, Angola, Zambia, Malawi, Botswana, Zimbabwe, Zuid-Afrika, Madagaskar, de Seychellen, Saudi-Arabië en Jemen.